# Ancylosis albipunctella
Ancylosis albipunctella är en fjärilsart som beskrevs av W. Warren 1914. Ancylosis albipunctella ingår i släktet Ancylosis och familjen mott. Inga underarter finns listade i Catalogue of Life.